# Ips confusus
Ips confusus là một loài côn trùng trong họ Curculionidae. Loài này được LeConte miêu tả khoa học đầu tiên năm 1876.
Đây là loài gây hại của cây Pinus edulis, phát triển phổ biến ở Mexico.